# Herbita somnolenta
Herbita somnolenta là một loài bướm đêm trong họ Geometridae.